# Satyrium candidum
Satyrium candidum är en orkidéart som beskrevs av John Lindley. Satyrium candidum ingår i släktet Satyrium och familjen orkidéer. Inga underarter finns listade i Catalogue of Life.